# Lola Shoneyin
Lola Shoneyin (Ibadan, 26 febbraio 1974) è una scrittrice e poetessa nigeriana.
A sei anni i suoi genitori la trasferiscono in un collegio in Inghilterra. Ha pubblicato per Ovalonion House So All the Time I was Sitting on an Egg (1998) e 
Song of a Riverbird (2002), per Cassava Republic Press Mayowa and the Masquerades (2009) e For the Love of Flight (2010), per Profile Books Ltd The Secret Lives of Baba Segi's wives (2010/2011, 3 edizioni).
Il libro The Secret Lives of Baba Segi's wives, tradotto in italiano col titolo Prudenti come serpenti, (Editrice 66th and 2nd, Roma, 2012) ha ricevuto critiche da Petina Gappah, Diran Adebayo, Harper's Bazaar e Patricia Duncker.
Avvocata, è editor della rivista letteraria Khalam.